# 名戸ケ谷
名戸ケ谷（などがや）は、千葉県柏市の地名。「名戸ケ谷」および「名戸ケ谷1丁目」が設置されている。郵便番号は「名戸ケ谷」「名戸ケ谷1丁目」ともに277-0032。

## 地理
東武野田線新柏駅（柏市新柏に所在）の東側に位置する。

### 地価
住宅地の地価は、2014年（平成26年）1月1日の公示地価によれば、名戸ケ谷字東小橋764番1外の地点で4万3200円/m2となっている。

## 歴史
- 江戸時代から1889年（明治22年）にかけて：現在の名戸ケ谷地域周辺で名戸ケ谷村を構成していた
- 1889年（明治22年）：名戸ケ谷村全域が、土村の大字となり、現在の名戸ケ谷の大枠ができる
- 1967年（昭和42年）：周辺の区画整理により、名戸ケ谷の一部があかね町・関場町・千代田2丁目、亀甲台町1,2丁目となる
- 1972年（昭和47年）：周辺の区画整理により、名戸ケ谷の一部が永楽台1,2,3丁目・名戸ケ谷1丁目となる
- 1973年（昭和48年）：周辺の区画整理により、名戸ケ谷の一部がつくしが丘1,3丁目となる
- 1980年代：1983年（昭和58年）の新柏駅開業と共に駅周辺の区画整理が行われ続け、名戸ケ谷の一部が新柏1,2,3,4丁目となる

## 世帯数と人口
2017年（平成29年）10月31日現在の世帯数と人口は以下の通りである。
| 丁目・大字     | 世帯数  | 人口    |
| -------------- | ------- | ------- |
| 名戸ケ谷一丁目 | 626世帯 | 1,602人 |
| 名戸ケ谷       | 277世帯 | 678人   |
| 計             | 903世帯 | 2,280人 |

## 小・中学校の学区
市立小・中学校に通う場合、学区は以下の通りとなる。
| 丁目・大字     | 番地                                                        | 小学校               | 中学校             |
| -------------- | ----------------------------------------------------------- | -------------------- | ------------------ |
| 名戸ケ谷一丁目 | 全域                                                        | 柏市立柏第八小学校   | 柏市立柏第四中学校 |
| 名戸ケ谷       | 1025～1284番地 1305～1308番地 1316～1321番地 1342～1348番地 | 柏市立柏第八小学校   | 柏市立中原中学校   |
| 名戸ケ谷       | 314～517番地 521～938番地 1146～1147番地                    | 柏市立名戸ヶ谷小学校 | 柏市立柏第四中学校 |

## 交通

### 鉄道
- 町内には鉄道が通っていない。ただし、後述するバス路線を利用することで柏駅や新柏駅へのアクセスは容易である。名戸ケ谷1丁目からは新柏駅まで徒歩20分程度であり、徒歩圏内でもある。

### バス
- 名戸ヶ谷記念病院（旧：名戸ヶ谷病院跡地）近辺にある「名戸ヶ谷記念病院前」（旧：「名戸ヶ谷」）停留所始発ないし経由の柏駅・新柏駅行きバスを、東武バスセントラル沼南営業所が運行している。名戸ケ谷1丁目からでも、この便の途中にある「亀甲台中央」「日立台」停留所などを利用して柏駅へアクセス可能。名戸ケ谷の一部地域では「刈込坂」停留所を使い、旧沼南町方面から運行されるバスで柏駅へアクセスする方法もある。

## 施設

### 名戸ケ谷
- 柏市立名戸ヶ谷小学校（名戸ケ谷小）
- 社会医療法人社団蛍水会
  - 名戸ヶ谷記念病院（旧：名戸ヶ谷病院の跡地に設置）
  - 回生の里（介護老人福祉施設）
  - 名戸ヶ谷診療所

※名戸ヶ谷病院は、2019年に新柏に移転。
- PAZ新柏
  - ヨークフーズ新柏店
  - 文教堂書店
  - くら寿司
  - サイゼリヤ
- ウエルシア薬局
- DCM柏名戸ヶ谷店
- 名戸ヶ谷ゴルフ練習場
- カクイチ新柏店
- 法林寺
- J:COM 東関東

### 名戸ケ谷1丁目
- 柏市立柏第四中学校（柏四中）